# Arnaud Montebourg
Arnaud Montebourg (Clamecy, 30 ottobre 1962) è un avvocato, imprenditore e politico francese.

## Biografia
Arnaud Montebourg è figlio di un funzionario e di una professoressa di origini algerine.

## Carriera politica
Montebourg ha iniziato la carriera politica con l'iscrizione al Partito Socialista; è stato eletto come deputato per la sesta circoscrizione di Saône-et-Loire dal 1997 al 2012 e, come Presidente del Consiglio Generale di Saône-et-Loire, dal 2008 al 2012.
Il suo primo mandato ha avuto come scopo principale la lotta contro la corruzione.
Ha ricoperto il ruolo di portavoce di Ségolène Royal durante le elezioni presidenziali in Francia del 2007.
Arrivato terzo al primo turno delle primarie 2011 del Partito Socialista, ha occupato dal 16 maggio 2012 al 25 agosto 2014 la carica di ministro dell'economia nei governi Ayrault I e Ayrault II.
Dal 31 marzo 2014 fino alle sue dimissioni, ha ricoperto gli incarichi di Ministro dell'Economia, del recupero produttivo e degli affari digitali, nel governo Valls I.
Critico nei confronti dell'azione del governo, lasciò l'incarico nell'agosto successivo quando venne formato il governo Valls II, sostituito dall'ex-banchiere d'affari Emmanuel Macron.
Si è candidato alle primarie 2017 del Partito Socialista dove è risultato terzo al primo turno.
Dal 2017, ritirandosi dalla vita politica, ha fondato numerose aziende del settore agroalimentare, lasciando ufficialmente il Partito Socialista l'anno dopo.
Nel 2021 annuncia la sua candidatura alle elezioni presidenziali del 2022, sostenuto dal movimento politico da lui fondato, "L'Impegno".

## Pubblicazioni
- Journal officiel, opera numero 407971038. Les tribunaux de commerce : une justice en faillite ?
- 2001: Proposta di risoluzione volta al deferimento del signor Jacques Chirac in qualità di Presidente della Repubblica, dinanzi alla Commissione d’istruzione dell’Alta Corte di Giustizia, edizioni Denoël.
- 2002: La machine à trahir : Rapports sur le délabrement de nos institutions, éditions Denoël
- 2003: Pour un nouveau parti socialiste (scritto con Vincent Peillon), éditions Denoël
- 2004: Préface de Vive la République européenne ! di Stefan Collignon, édition de la Martinière
- 2004: Au cœur de la gauche : Éléments pour un projet politique (scritto con Vincent Peillon e Benoît Hamon), Éditions Le Bord de l'eau
- 2005: La Constitution de la Sixième République - Réconcilier les Français avec la démocratie (scritto con Bastien François), Éditions Odile Jacob
- 2010: Des idées et des Rêves, Éditions Flammarion
- 2011: Votez pour la démondialisation ! - La République plus forte que la mondialisation, Éditions Flammarion, préface d'Emmanuel Todd